# Yarennoka!
Yarennoka! (Yarennoka 2007) – sylwestrowa gala mieszanych sztuk walki zorganizowana w Saitamie przez Yarennoka Exexutive Committee (YEC) we współpracy z Fighting and Entertainment Group (FEG) i M-1 Global.
YEC była grupą promotorską złożoną z byłych członków kierownictwa zlikwidowanej parę miesięcy wcześniej PRIDE FC. W zamierzeniu organizatorów impreza miała być symbolicznym pożegnaniem z PRIDE, dlatego wydarzeniem wieczoru był występ byłego mistrza PRIDE wagi ciężkiej Fiodora Jemieljanienko.
Owocem współpracy pomiędzy YEC a FEG przy produkcji gali było utworzenie w lutym 2008 r. nowej organizacji mieszanych sztuk walki DREAM. 

## Walki

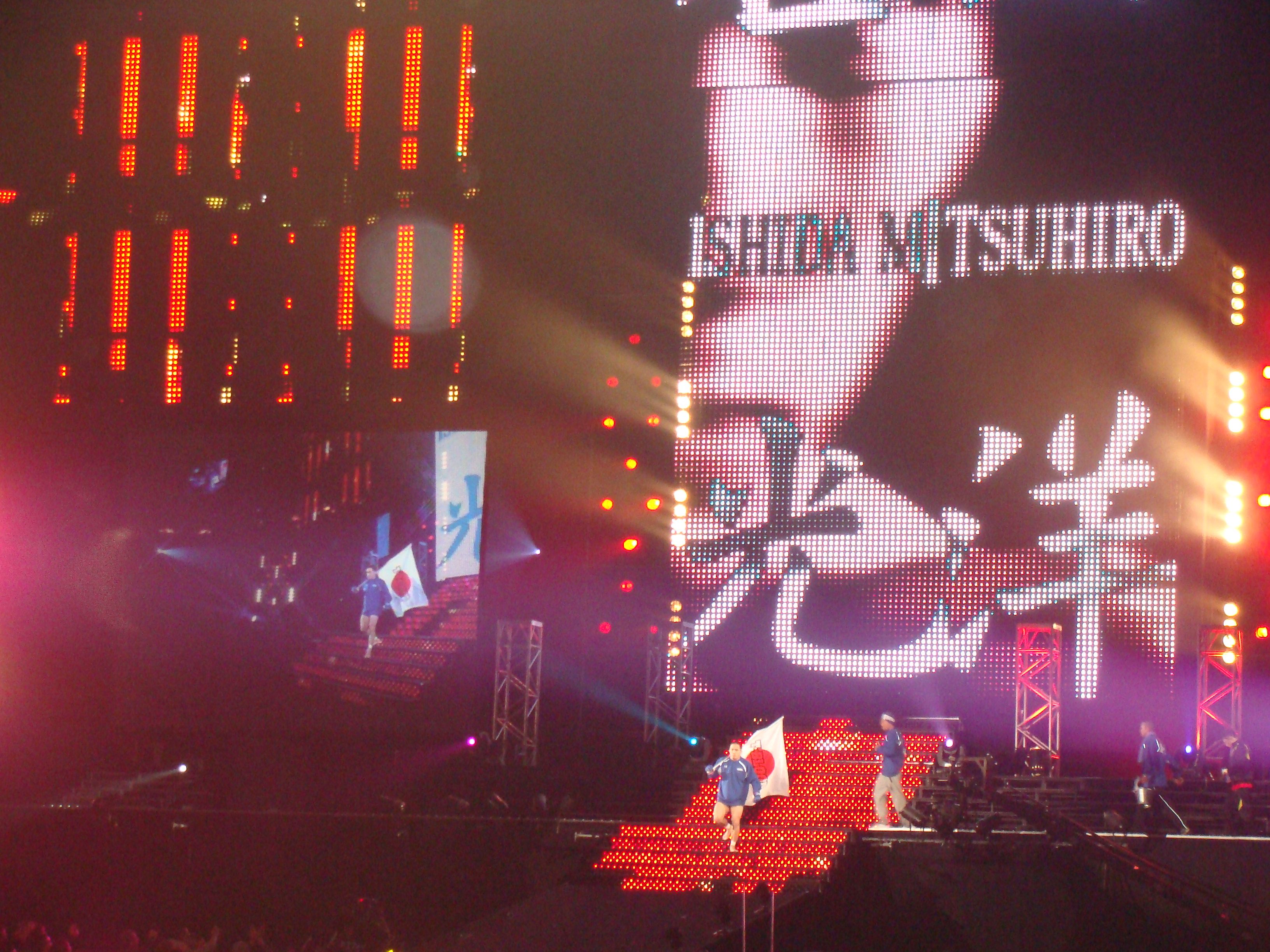
Wejście Mitsuhiro Ishidy

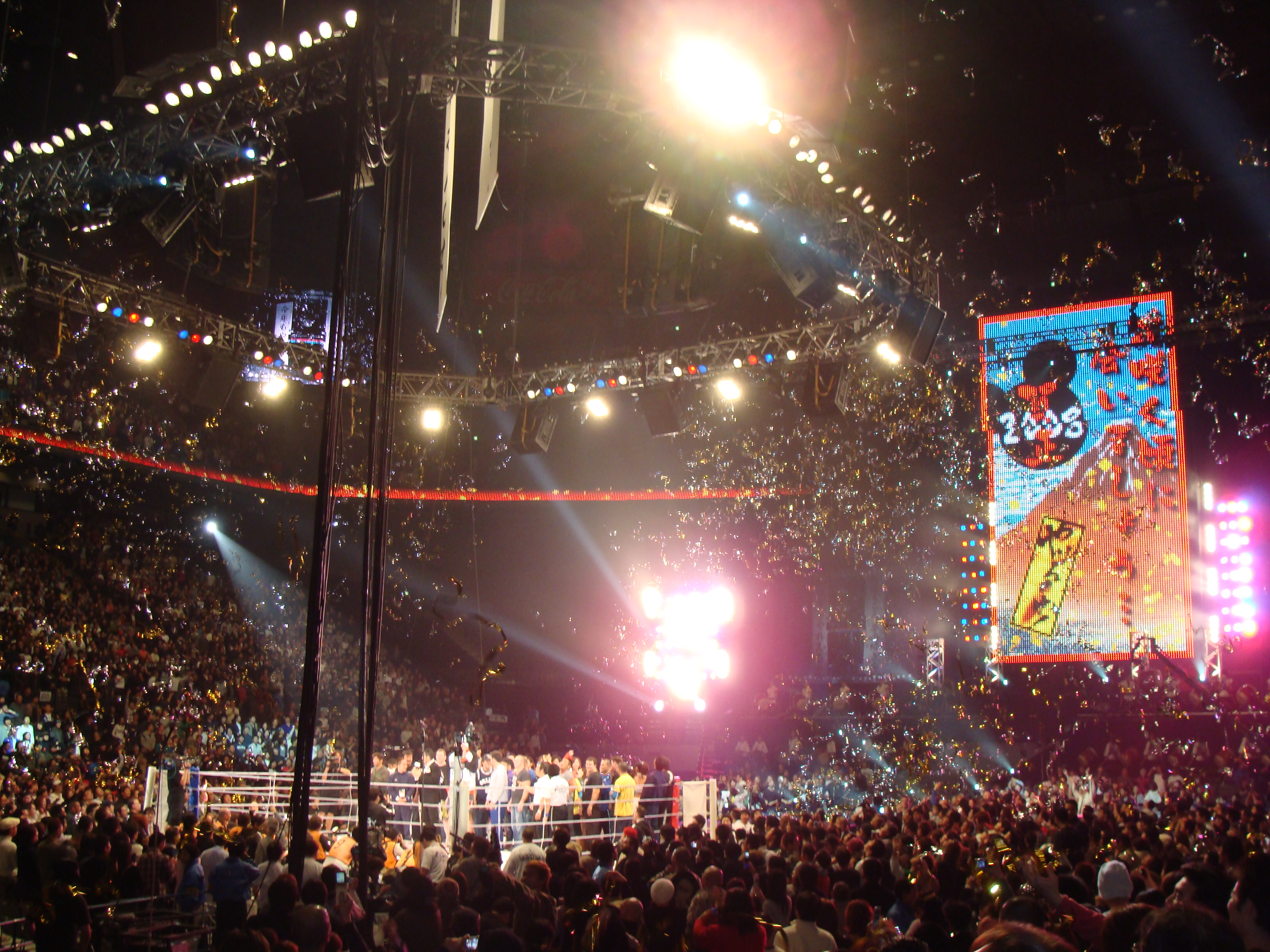
Ceremonia zamknięcia

- Waga ciężka: Mike Russow  vs Roman Ziencow

zwycięstwo Mike’a Russow przez poddanie (duszenie północ-południe) 2:58 1R
- Waga lekka: Tatsuya Kawajiri  vs Luiz Azeredo

zwycięstwo Tatsuyi Kawajiri przez jednogłośną decyzję (3-0)
- Waga średnia : Makoto Takimoto   vs Murilo Bustamante

zwycięstwo Makoto Takimoto przez niejednogłośną decyzję (2-1)
- Waga lekka: Mitsuhiro Ishida  vs Gilbert Melendez

zwycięstwo Mitsuhiro Ishidy przez jednogłośną decyzję (3-0)
- Waga średnia: Kazuo Misaki   vs Yoshihiro Akiyama

walka uznana za nieodbytą
- Waga lekka: Hayato Sakurai  vs Hidehiko Hasegawa

zwycięstwo Hayato Sakurai przez jednogłośną decyzję (3-0)
- Waga lekka: Shin’ya Aoki   vs Jung Bu-kyung

zwycięstwo Shinyi Aoki przez jednogłośną decyzję (3-0)
- Waga ciężka: Fiodor Jemieljanienko  vs Choi Hong-man

zwycięstwo Fiodora Jemieljanienko przez poddanie (dźwignia na staw łokciowy) 1:54 1R